# غزوه ودان
غزوهٔ وَدّان، که به غزوهٔ اَبواء (اَبوا) نیز شناخته می‌شود، یکی از غزوات محمد است. پیامبر اسلام، در طول ده سالی که در مدینه اقامت داشت، غزوات و سریه‌های متعددی را با مشرکان و غیرمشرکان به منظور مطیع ساختن یا جلوگیری از توطئهٔ آنان انجام داد، به‌طوری‌که محمد بن جریر طبری به نقل از ابن اسحاق می‌گوید: «غزوات پیامبر به عدد ۲۶ می‌رسد، و اولین غزوه‌ای که پیامبر در طول این سال‌ها انجام داد، غزوهٔ وَدّان بود.»

## علت نامگذاری
این غزوه در محلی به نام «ودان» در مدینه و در نزدیکی منطقه ابوا رخ داد. ودان نیز بین جحفه (محلی در جنوب شرقی ودان) و ابوا قرار دارد. از آنجا که بین ودان و ابوا شش میل فاصله است و در نزدیکی هم قرار دارند؛ لذا در منابع به هر دو نام آمده است.

### اصل ماجرا
در ماه صفر که دوازدهمین ماه از هجرت به مدینه بود، محمد بن عبدالله تصمیم گرفت، اولین غزوه را آغاز نماید؛ به این صورت که ایشان به منظور گرفتن کاروانی از قریش و نیز جنگ با قبیله بنی ضمره بن بکر کنانی مدینه را به قصد ابوا ترک نمود و کسی از انصار در این جنگ نبود. محمد قبل از خروج از مدینه، سعد بن عباده را برای رسیدگی به امور در مدینه به جای خود منصوب نمود. چون به ودان رسید، در آنجا بنی ضمره برای آشتی و صلح به حضور محمد آمدند و کسی که از سوی وی قرارداد صلح را امضا نمود، مخشی بن عمرو ضمری بود که در آن زمان ریاست قبیله مذکور را به عهده داشت. مدت غیبت محمد در مدینه پانزده شب بود.

### مفاد صلح‌نامه
در این قرارداد صلح مقرر شد که:
1. آن‌ها علیه محمد دسته‌بندی نکنند و نیز محمد علیه آنان.
2. کسی را به این منظور یاری ندهند.

سپس میان خود عهدنامه‌ای نوشتند و محمد به مدینه بازگشت.

## وقایع بعدی
محمد بعد از این جریان به مدینه بازگشت و وقتی متوجه شد که مکر و کیدی از سوی ایشان در کار نیست، بقیه ماه صفر و چند روزی از ربیع‌الاول که گذشت، عبیدة بن حارث بن عبدالمطلب را با شصت سوار که همه از مهاجران بودند و هیچ‌کس از انصار همراهشان نبود به جنگ اعزام فرمود و پرچمی که برای او بسته شد، نخستین پرچمی است که در اسلام بسته شده است. در همین هنگام پیامبر حمزة بن عبدالمطلب را هم همراه سی سوار از مهاجران به ناحیه سیف البحر که از بخش‌های عیص است، روانه فرمود. عبیده در ناحیه ثنیةالمرّة کنار آبی که نامش «أحیا» بود، با مشرکان برخورد کرد و هر دو طرف شروع به تیراندازی نمودند، در حالی که فرمانده مشرکان ابوسفیان بود. نخستین کس از مسلمانان که در راه خدا تیراندازی نمود، «سعد بن ابی وقاص» بود. آنگاه پراکنده شدند و از هر طرف بعضی به طرف دیگر پیوستند که از جمله "مقداد بن اسود" و "عتبة بن غزوانگ به مسلمانان پیوستند.
حمزة نیز همراه همان سی نفر، خود را کنار دریا رساند و "ابوجهل" که همراه سیصد سوار بود، ایشان را دید؛ امّا "مجدی بن عمرو جهنی" که همپیمان هر دو گروه بود، وساطت کرد و حمزه بازگشت و میان آن دو گروه جنگی صورت نگرفت.
مردم دربارهٔ چگونگی پرچم عبیده و حمزه روایات مختلف نقل کرده‌اند. "بیهقی" به نقل از "ابن اسحاق" می‌گوید: «گروهی می‌گویند نخست پرچم حمزه بسته شد و گروه دیگر می‌گویند، نخست پرچم عبیده بوده است و به هر حال پیامبر هر دو را بدرقه فرمود و چون هر دو عده با هم اعزام شده بودند، نقل مطالب برای مردم پیچیده شده است.»
آنگاه در ماه ربیع‌الاول محمد به عزم جنگ با قریش از مدینه به سمت بواط (غزوه بواط) بیرون آمد.